# 米特湖
47°41′25.3″N 12°35′12.4″E / 47.690361°N 12.586778°E
米特湖（德語：Mittersee），是德國的湖泊，位於該國東南部，由巴伐利亞州負責管轄，處於魯波爾丁，長1.2公里、寬0.5公里，面積0.14平方公里，海拔高度751米，最大水深11.8米。